# 봉동역
봉동역(鳳東驛)은 개성특별시에 있는 평부선의 철도역이다. 개성공업지구와 가까운 위치에 있기 때문에 2007년 12월 11일부터 문산역과 봉동역을 오가는 화물열차가 개통되어 하루 1편씩 운행되었으나 남북경색의 분위기에 따라 약 1년 만인 2008년 11월 28일 운행이 중단되었다.
문산-봉동을 오가는 화물열차는 봉동역에 화물터미널이 만들어질 때까지 판문역에 임시 정차한다.

## 역사
- 1923년 7월 1일: 일반영업 개시[1]
- 한국전쟁 이후 - 역 폐쇄
- 2007년 12월 11일 : 문산 - 봉동 구간 화물열차 전용역으로 재개업
- 2008년 11월 28일 : 문산 - 봉동 구간 화물열차 운행 중지

## 시설
역 건물·역명판 등은 일절 없으며 콘크리트로 된 작은 승강장만 있다.출구도 없고, 역과 길 사이에는 화물을 실을 수 있는 큰 공터가 있다.